# Pierre-Alain Donnier
 (décembre 2021).
Si vous disposez d'ouvrages ou d'articles de référence ou si vous connaissez des sites web de qualité traitant du thème abordé ici, merci de compléter l'article en donnant les références utiles à sa vérifiabilité et en les liant à la section « Notes et références ».
Pierre-Alain Donnier est un journaliste suisse employé par la Télévision suisse romande (TSR), né le 1er juillet 1946 à Genève et mort le 13 mars 1988 dans le Tibesti, au Tchad.

## Biographie
Pierre-Alain Donnier naît à Genève.
Il est titulaire d'une licence en sociologie.
Après un stage de journalisme au Journal de Genève à partir de 1979, il travaille pour le Téléjournal à la rubrique internationale à partir d'août 1982.
Il est l'un des deux créateurs du TJ-Midi avec Jean-Philippe Rapp.
Marié et père de deux enfants, il meurt au cours d'un reportage sur le PNUD (Programme des Nations unies pour le développement), pour le TJ Midi[réf. souhaitée], au Tchad (région du Tibesti) le 13 mars 1988.

## Hommage
Un Prix Pierre-Alain Donnier a été créé au Festival International Médias Nord-Sud, offert par la TSR à « l'émission qui met le mieux en valeur la dimension humaine dans le contexte du développement ». Ce prix a été depuis lors supprimé.